# Š

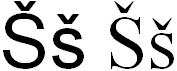
signo š en fuentes Arial y Times New Roman

La S con carón (Š, š) es una letra usada en varios alfabetos y sistemas de transliteración y transcripción para denotar una consonante cuyo sonido es una sibilante postalveolar sorda, que en alfabeto fonético internacional se representa como  ʃ, mientras que el alfabeto fonético americanista representa este sonido por el signo < š > y también se usa esa transcripción en el alfabeto fonético urálico. Su sonido es el mismo que el grafema turco Ş o el dígrafo del inglés sh. 
En informática, Š y š tienen los códigos Unicode U+0160 y U+0161. En código HTML, &Scaron; y &scaron; pueden usarse para representar dichos caracteres.

## Uso principal
El grafema se originó en el siglo XV, cuando empezó a usarse en el alfabeto checo reformado por Jan Hus. A partir de ahí su uso fue adoptado en el alfabeto croata por Ljudevit Gaj en 1830, y otros alfabetos de otras lenguas eslavas como el bosnio, el bielorruso, el letón, el lituano, el macedonio, el montenegrino, el eslovaco, el esloveno, el serbio, el sorbio y el búlgaro. Algunas lenguas de esa lista también han usado el alfabeto cirílico donde ⟨š⟩ se representa mediante ш.
El grafema ⟨š⟩ también se usa en lenguas urálicas como el karelio, las lenguas sami, el veps. En finés y en estonio se usa pero solo para transcribir préstamos de otras lenguas.
Fuera de Europa oriental, la š también se usa en idioma pashto, en lakota, cheyene y en algunas lenguas africanas como el sotho septentrional y las lenguas songhay.

## Transliteración
El grafema <š> también se usa como romanización habitual de la letra ш del alfabeto cirílico en ISO 9. Además el signo se emplea para transcribir signos cuneiformes en transcripciones del sumerio, el acadio (lenguas en las que representa probablemente el fonema / ʃ /) y para el hitita (donde probablemente representa el fonema /s/). También se emplea para transcribir diversos signos de alfabetos y silabarios semitas (ver shin).